# Donald M. Dickinson
Pour les articles homonymes, voir Dickinson.
Donald McDonald Dickinson, né le 17 janvier 1846 dans le comté d'Oswego (État de New York) et mort le 15 octobre 1917 à Detroit, est un homme politique américain. Membre du Parti démocrate, il est Postmaster General des États-Unis entre 1888 et 1889 dans la première administration du président Grover Cleveland.

## Source
- (en) Cet article est partiellement ou en totalité issu de l’article de Wikipédia en anglais intitulé « Donald M. Dickinson » (voir la liste des auteurs).